# Virtuální rozhraní
Virtuální rozhraní (Virtual Network Interface, VIF, tj. síťové virtuální rozhraní) je v informatice označení pro abstrakci virtuální reprezentace rozhraní počítačové sítě, které může (ale nemusí) souviset přímo s fyzickým rozhraním sítě. Je několik variant použití tohoto výrazu s různými možnostmi využití, které mají celkem odlišný význam. Hlavní myšlenka však zůstává zachována.

## VIF na úrovni operačního systému
Jádro operačního systému udržuje tabulku virtuálních síťových rozhraní v paměti, což umožňuje systému ukládat a pracovat nad takovými daty nezávisle v rámci spojení s fyzickým rozhraním (či dokonce i když je to přímo fyzické rozhraní nebo instance tunelu a nebo přemostěné rozhraní). Zároveň toto také umožňuje procesům systému komunikovat přes síťová připojení jemnějším způsobem, než pouze předpokládat „jeden amorfní internet“ (neznámá kapacita a výkonnost).
W. Richard Stevens ve 2. svazku širšího pojednání s názvem TCP/IP Illustrated odkazuje na tabulku virtuálního rozhraní jádra v diskuzi o směrování skupinového vysílání (multicast routing). Toto směrování může například pracovat odlišně na rozhraní reprezentující tunely, než fyzické rozhraní (např. pro fyzické rozhraní je pouze potřeba získat členská data). Proto virtuální rozhraní potřebuje prozradit nějaká další specifika uživateli taková, jako jestli je či není reprezentováno přímo fyzické rozhraní.
Kromě přidělování uživatelského prostoru aplikacemi odkazům do abstraktních síťových rozhraní připojení, v některých systémech může framework virtuálního rozhraní přidělovat procesy pro lepší souhru sdílení předaného fyzického rozhraní (přes výchozí chování operačního systému) hierarchicky, rozdělením do abstraktních rozhraní s konkrétním omezením šířky pásma a řazením modelů. To může evokovat omezení procesu (např. děděním omezené větve takové hierarchie, ze které se nemůže odchýlit).
Tato dodatečná vrstva síťové abstrakce je často nepotřebná a může mít menší výkonový postih. Nicméně je však možné použít takovou vrstvu abstrakce, že obejde omezení výkonu a dokonce i kernel pro účely optimalizace.

## VIF na úrovni aplikace
Termín VIF byl použit také, když aplikace virtualizuje či abstrahuje síťová rozhraní. Jelikož většina aplikací si nepotřebuje dělat starosti ohledně údajů o síťových rozhraních, a protože požadovaná abstrakce může být již dostupná přes operační systém, je toto použití vzácné.
Doplnit příklad